# Fontaine-Notre-Dame (Aisne)
Fontaine-Notre-Dame es una comuna francesa situada en el departamento de Aisne, de la región de Alta Francia.

## Geografía
Está ubicada a 10 km al noreste de San Quintín.

## Demografía
| 452 | 409 | 376 | 418 | 424 | 382 | 385 | 396 |
| Para los censos de 1962 a 1999 la población legal corresponde a la población sin duplicidades (Fuente: INSEE [Consultar]) |     |     |     |     |     |     |     |